# Rzepiska (powiat kościerski)
Rzepiska (kaszb. Rzepiska) – mała osada kaszubska w Polsce położona w województwie pomorskim, w powiecie kościerskim, w gminie Lipusz. Miejscowość wchodzi w skład sołectwa Śluza.
W latach 1975–1998 miejscowość administracyjnie należała do województwa gdańskiego.